# Janus van Merrienboer
Adrianus (Janus) van Merrienboer (Oud en Nieuw Gastel, 8 oktober 1894 – aldaar, 12 oktober 1947) was een Nederlandse handboogschutter.
Van Merrienboer schoot voor Nederland op de Olympische Spelen in Antwerpen (1920). Hij won met het team op het onderdeel bewegend vogeldoel (28 meter) de gouden medaille. Zijn teamgenoten waren Joep Packbiers, Janus Theeuwes, Driekske van Bussel, Jo van Gastel, Tiest van Gestel, Piet de Brouwer en Theo Willems.